# Walter Weiss (Germanist)
Walter Weiss (* 9. Juli 1927 in Landsberg am Lech, Bayern; † 10. Oktober 2004 in Salzburg) war ein österreichischer Germanist und von 1965 bis zu seiner Emeritierung 1993 Universitätsprofessor für Neuere deutsche Sprache und Literatur am Institut für Germanistik der Universität Salzburg.

## Werk und Wirkung
Walter Weiss trug in Lehre und Forschung zur Öffnung seines Faches für die Gegenwartsliteratur, für bislang vernachlässigte Repräsentanten und Aspekte der Vorgegenwart und Vergangenheit sowie für Fragestellungen bei, die das traditionelle germanistische Spektrum erweiterten. 1973 legte er zusammen mit anderen Salzburger Germanisten eine Einführung in die Gegenwartsliteratur in Taschenbuchform vor, die breite Resonanz fand. Er betreute Arbeiten über Peter Handke (Werner Thuswaldner, 1972), Thomas Bernhard (Hans Höller, 1979), Gerhard Fritsch (Karl Schimpl, 1982), Gerhard Amanshauser (Clement Reichholf, 1986), die aufklärerische Salzburger Literaturpublizistik (Eduard Beutner, 1974), Literatur und Austromarxismus (Alfred Pfoser, 1980) u. a., die zu den frühen bzw. ersten diesen Autoren und Themen gewidmeten Dissertationen zählen. Er suchte und förderte in Lehrveranstaltungen und Forschungsvorhaben den Dialog mit anderen Disziplinen wie Geschichtswissenschaft (u. a. in Seminaren und Publikationen mit Ernst Hanisch) und Psychologie (Manfred Mittermayer: Ich werden. Versuch einer Thomas-Bernhard-Lektüre, Diss. Salzburg 1987) sowie die Auseinandersetzung mit neuen Ansätzen in Rhetorik, Kommunikationswissenschaft und Textwissenschaft über den deutschen Sprachraum hinaus (Peter Stockinger: Die Französische Schule der Semiotik. Aspekte einer generativen Theorie der Semiotik, Diss. Salzburg 1980).
Mit seiner Innsbrucker Habilitationsschrift „Enttäuschter Pantheismus“, 1962, und seiner Publikation „Thomas Manns Kunst der sprachlich-thematischen Integration“, 1964, gab Weiss der Biedermeier-Forschung sowie der Thomas-Mann-Philologie bis heute unter anderem von P. Sloterdijk und W. Frizen beachtete Anstöße. In der Debatte um die Bestimmung der österreichischen Literatur machte er mit Thesen zur Thematisierung der „Ordnung“ und der Sprache sowie durch seine Auseinandersetzung mit den Perspektiven von sich reden, die Claudio Magris in seinem Buch „Il mito absburgico nella letteratura austriaca moderna“ (1963, „Der habsburgische Mythos in der modernen österreichischen Literatur“ 1966) entwickelte.
In einem Vortrag zu „Goethes lustige(r) Person“ zieh Weiss 1993 die germanistische Faust-Deutung einer lang geübten vorschnellen Neigung zur harmonisierenden Versöhnung und bezog dabei seine eigene Innsbrucker Dissertation „Goethes Mephisto. Entwicklung und Wesen von Faust II aus gesehen“, 1952, selbstkritisch ein. In seiner öffentlichen  Salzburger Abschlussvorlesung klagte er führende Repräsentanten der Freiheitlichen Partei Österreichs (FPÖ) der Geschichtsvergessenheit an. Damit schlug er indirekt auch eine Brücke zu Positionen, die er in der Vergangenheit eingenommen hatte, als er sich 1971 anfänglich weigerte, einen Artikel-Beitrag zu einer Festschrift zum 65. Geburtstag des ehemals bekennenden Nationalsozialisten Adalbert Schmidt zu leisten, als er 1977 im Kontext der Verleihung des Georg-Trakl-Preises an Reiner Kunze in einer polemischen Konfrontation mit Klemens Renoldner Anlass sah, diesem eine Nähe zur Rechtfertigung des inhumanen ideologischen Totalitarismus von links vorzuwerfen, und als er, selbst der Österreichischen Volkspartei (ÖVP) nahestehend und praktizierender Katholik (der in Salzburger Kirchen von der Möglichkeit der Laien-Predigt Gebrauch machte), die von Lech Wałęsa initiierte Wende in Polen begrüßte, aber auch die Rhetorik bestimmter päpstlicher Enzykliken als tendenziell frauenfeindlich und unchristlich charakterisierte.
Die literaturwissenschaftliche Praxis Weiss´ kennzeichnete in monographischen Arbeiten und panoramatischen Essays der Versuch, die Literatur für sich als je aktuelles Sprachkunstwerk ernst zu nehmen, ohne sie von ihren historischen und außerliterarischen Bezügen abzuschneiden. Theoretisch reklamierte er die Haltung eines motivierten Eklektizismus für sich und bezog damit Position gegen subjektivistisch immanentistische, strukturalistisch objektivistische, psychologistische, soziologistische, empiristische, übereilt politisierende, irrationalistische und pragmatistische Tendenzen, die er in der Diskussion und Anwendung von Methoden und auf dem Feld der Stilforschung wahrnahm und als kurzschlüssige Vereinfachungen (und Vereindeutigungen des Ästhetischen) beanstandete: bei Vertretern der exklusiv werktreuen individualisierenden Interpretation in der Art von Benedetto Croce und deren radikal rationalistischen Gegenspielern, in marxistischen und psychoanalytischen Ansätzen, bei Siegfried J. Schmidt, dem österreichischen Sozial- und Kulturhistoriker Ernst Hanisch (als Interpreten von Georg Trakl), bei Vertretern von Poststrukturalismus und Postmoderne wie Michel Foucault, Jacques Derrida, Peter Sloterdijk und in der Pragmastilistik von Barbara Sandig. Aus seiner eigenen Sicht stand Weiss mit dieser Auffassung von Literaturwissenschaft  u. a. in der Nachfolge von Johann Wolfgang Goethe und Robert Musil sowie in einem Naheverhältnis zu Konzeptionen von Textwissenschaft, Kulturwissenschaft und Ästhetik bei Harald Weinrich, Rolf Kloepfer, Juri Michailowitsch Lotman, Miroslav Červenka, Harald Fricke, Johannes Anderegg und Peter V. Zima.

## Selbständige Veröffentlichungen, Herausgeberschaft (Auswahl)
- Goethes Mephisto. Entwicklung und Wesen vom Faust II aus gesehen. Diss. Innsbruck 1952.
- Deutsch ist nicht so schwer. Kleine Sprachlehre für Ausländer. Diesterweg, Frankfurt a. M. 1957 und Österr. Verl.-Anstalt, Innsbruck 1957.
- Enttäuschter Pantheismus. Zur Weltgestaltung der Dichtung in der Restaurationszeit. Dornbirn 1962 (= Gesetz und Wandel. Innsbrucker literaturhistorische Arbeiten 3)
- Die Lieder Oswalds von Wolkenstein. Hg. von  Karl Kurt Klein unter Mitwirkung von Walter Weiss und Notburga Wolf, Musikanhang von Walter Salmen. Niemeyer, Tübingen 1962 (= Altdeutsche Textbibliothek 55)
- Thomas Manns Kunst der sprachlichen und thematischen Integration. Schwann, Düsseldorf 1964 (= Wirkendes Wort. Beiheft 13)
- Dichtung und Grammatik. Zur Frage der grammatischen Interpretation. Antrittsvorlesung. Pustet, Salzburg / München 1967 (= Salzburger Universitätsreden 18)
- Gegenwartsliteratur. Zugänge zu ihrem Verständnis. Hg. von Walter Weiss, Josef Donnenberg, Adolf Haslinger und Karlheinz Rossbacher. Kohlhammer, Stuttgart/Berlin/Köln/Mainz 1973, 2. Aufl. 1977 (= Urban-Taschenbücher 162, ISBN 3-17-004317-X)
- Walter Weiss (Hrsg.), S. Schmid (Hrsg.): Zwischenbilanz. Eine Anthologie österreichischer Gegenwartsliteratur. Residenz Verlag, Salzburg 1976.
- mit Hans Weichselbaum (Hrsg.): Salzburger Trakl-Symposion. Trakl-Studien – Band 9, Otto Müller Verlag, Salzburg 1978, ISBN 3-7013-0567-6.
- Walter Weiss (Hrsg.), Eduard Beutner (Hrsg.): Literatur und Sprache im Österreich der Zwischenkriegszeit. Polnisch-österreichisches Germanisten-Symposion 1983 in Salzburg. Heinz, Stuttgart 1985 (= Stuttgarter Arbeiten zur Germanistik 163. Salzburger Beiträge 11)
- Walter Weiss (Hrsg.), Ernst Hanisch (Hrsg.): Vermittlungen. Texte und Kontexte österreichischer Literatur und Geschichte. Residenz Verlag, Salzburg 1990.
- „Kakanien“. Aufsätze zur österreichischen und ungarischen Literatur, Kunst und Kultur um die Jahrhundertwende. Hg. von E. Thurnher, Walter Weiss, J. Szabó, A. Tamás. Österreichische Akademie der Wissenschaften, Akadémiai Kiadó, Wien/Budapest 1991 (= Schriftenreihe der österreichisch-ungarischen gemischten Kommission für Literaturwissenschaft. 2)
- DDR-Literatur / Österreichische Literatur. Ein Dialog im Herbst 1989. Hg. von Walter Weiss und Hans Höller. Heinz, Stuttgart 1992 (= Stuttgarter Arbeiten zur Germanistik 265. Salzburger Beiträge 22)
- Annäherungen an die Literatur(wissenschaft) I. Literatur-Sprache. Heinz, Stuttgart 1995, ISBN 3-88099-331-9
- Annäherungen an die Literatur(wissenschaft) II. Österreichische Literatur. Heinz, Stuttgart 1995, ISBN 3-88099-332-7
- Annäherungen an die Literatur(wissenschaft) III. Goethe, Thomas Mann; Literaturwissenschaft. Heinz, Stuttgart 1995, ISBN 3-88099-333-5
- Textlinguistik contra Stilistik? Wortschatz und Wörterbuch. Grammatische oder pragmatische Organisation von Rede? Hg. von Walter Weiss, Herbert Ernst Wiegand und Marga Reis. Niemeyer, Tübingen 1996.
- Die Bibel in der deutschsprachigen Literatur des 20. Jahrhunderts. Band 1: Formen und Motive, Band 2: Personen und Figuren. Hg. von H. Schmidinger in Verb. mit Gottfried Bachl, J. Holzner, Karl-Josef Kuschel, M. Motté und Walter Weiss. Matthias-Grünewald, Mainz 1999, ISBN 3-7867-2171-8
- Christoph Leitgeb und Richard Reichensperger: Grillparzer und Musil. Studien zu einer Sprachstilgeschichte österreichischer Literatur. Hg. von Walter Weiss. Winter, Heidelberg 2000, ISBN 3-8253-0844-8
- Noch einmal: Dichtung und Politik. Vom Text zum politisch sozialen Kontext, und zurück. Hg. von Oswald Panagl und Walter Weiss. Böhlau, Wien/Graz 2000, ISBN 3-205-99289-X

## Aufsätze und anderes
Ausgewählte Publikationen, die nicht in der oben angeführten dreiteiligen Kassette „Annäherungen an die Literatur(wissenschaft)“, 1995, enthalten sind:
- Beobachter und Deserteur. Zur Prosa des Salzburger Autors Gerhard Amanshauser. In: Peripherie und Zentrum. Studien zur österreichischen Literatur. Festschrift für Adalbert Schmidt zum 65. Geburtstag. Hg. von G. Weiss und K. Zelewitz. Das Bergland-Buch, Salzburg/Stuttgart/Zürich 1971, S. 335–345.
- Salzburger Literatur. Vorgegenwart und Gegenwart. In: Mitteilungen der Gesellschaft für Salzburger Landeskunde. Band 120/121, 1980/81, S. 445–458 (zobodat.at [PDF]).
- Literaturwissenschaftliche Methoden und Moden. In: „Krise der Moderne“ und Renaissance der Geisteswissenschaften. Hg. von G. Magerl, O. Panagl, H. Rumpler und E. Waldschütz. Böhlau, Wien 1997 (= Wissenschaft. Bildung. Politik. 1, ISBN 3-205-98804-3), S. 31–41.